# Erionite-Ca
La erionite-Ca è un minerale. È cancerogeno di Gruppo 1 (Classificazione IARC) .

## Etimologia
Il nome deriva dal greco ἕριον, èrion, cioè lana, sia per il colore bianco che per l'aspetto arricciato e lanoso dei cristalli.